# Bombacaceae
Le Bombacacee (Bombacaceae Kunth, 1822) sono una famiglia di alberi tropicali dell'ordine Malvales, diffusa in America del Sud e America centrale, Africa, Asia e Oceania.
La moderna classificazione APG IV raggruppa le Bombacaceae, assieme alle Tiliaceae e alle Sterculiaceae, in seno alla famiglia Malvaceae, attribuendogli il rango di sottofamiglia (Bombacoideae).

## Descrizione
Comprende diverse specie di alberi, tra i quali i baobab africani e gli alberi bottiglia sudamericani, dotati di tronchi rigonfi, caratterizzati da tessuti specializzati per l'immagazzinamento di acqua.
Hanno generalmente foglie caduche, lobate, semplici o composte, con un corto picciolo.
I fiori, in genere appariscenti e molto profumati,  hanno 5 petali, con colorazioni e pattern vivaci, e possono essere solitari o riuniti in infiorescenze. In molte specie si aprono al crepuscolo e si richiudono all'alba. I frutti sono per lo più capsule e contengono numerosi semi, avvolti spesso in una morbida peluria.

## Distribuzione e habitat
L'areale delle Bombacaceae comprende la zona tropicale e subtropicale di America, Africa, Asia e Oceania.
Il maggior numero delle specie è concentrato in America centrale, America del Sud e Africa subsahariana.

## Tassonomia
La famiglia Bombacaceae comprende 180 specie ripartite in 29 generi:
- Adansonia L., 1758
- Aguiaria
- Bernoullia
- Bombacopsis
- Bombax
- Catostemma
- Cavanillesia
- Ceiba Mill., 1754
- Coelostegia
- Cullenia

- Durio
- Eriotheca
- Gyranthera
- Huberodendron
- Kostermansia
- Matisia
- Neesia
- Neobuchia
- Ochroma Sw., 1788
- Pachira

- Patinoa
- Phragmotheca
- Pseudobombax
- Quararibea
- Rhodognaphalon
- Rhodagnaphalopsis
- Scleronema
- Septotheca
- Spirotheca

In passato figurava in questa famiglia il genere Chorisia, recentemente assorbito dal genere Ceiba.

### Alcune specie

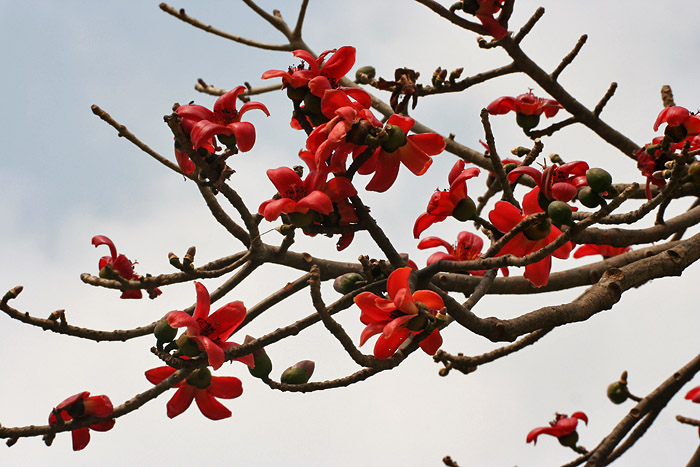
Bombax ceiba
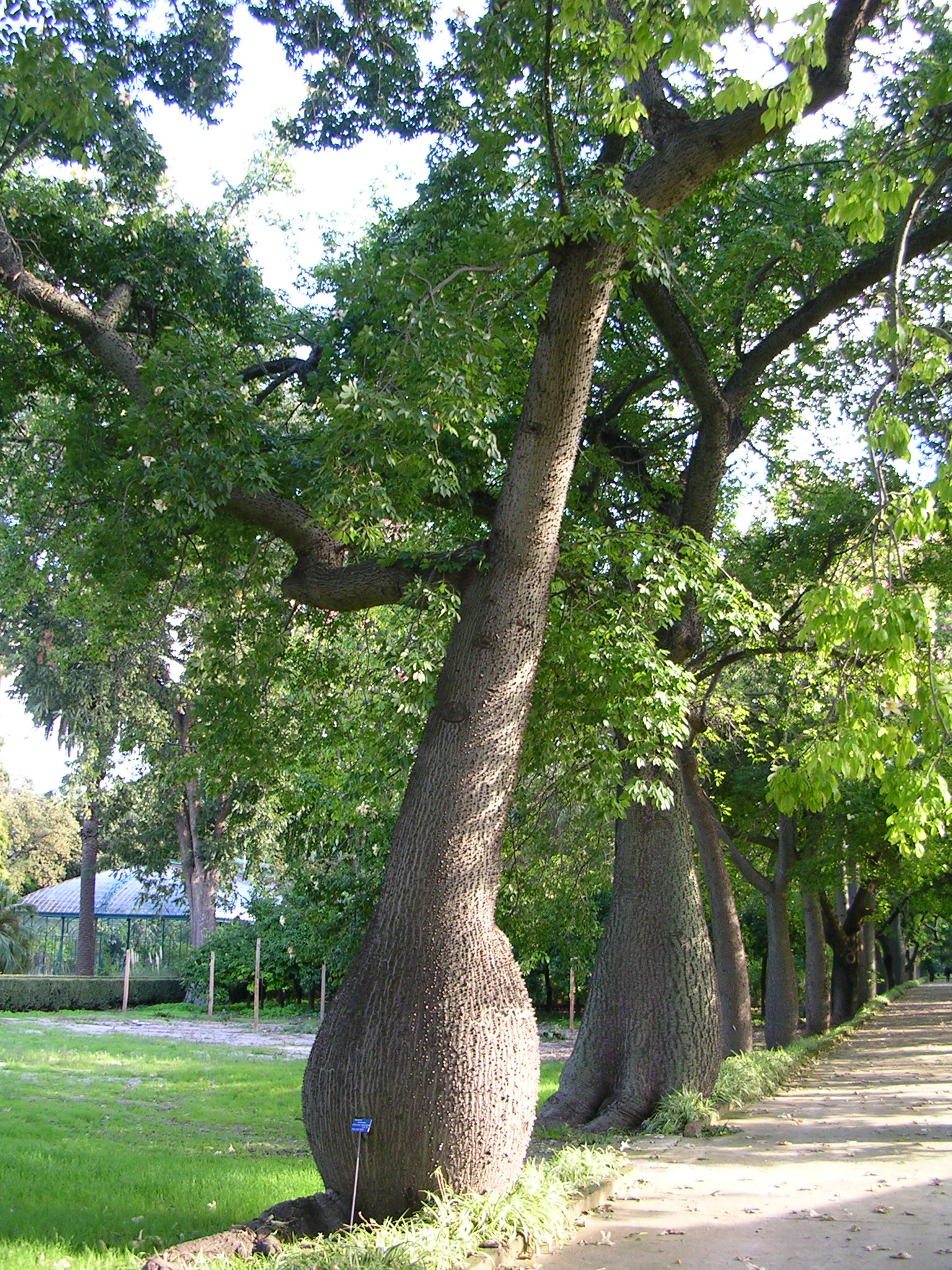
Ceiba speciosa
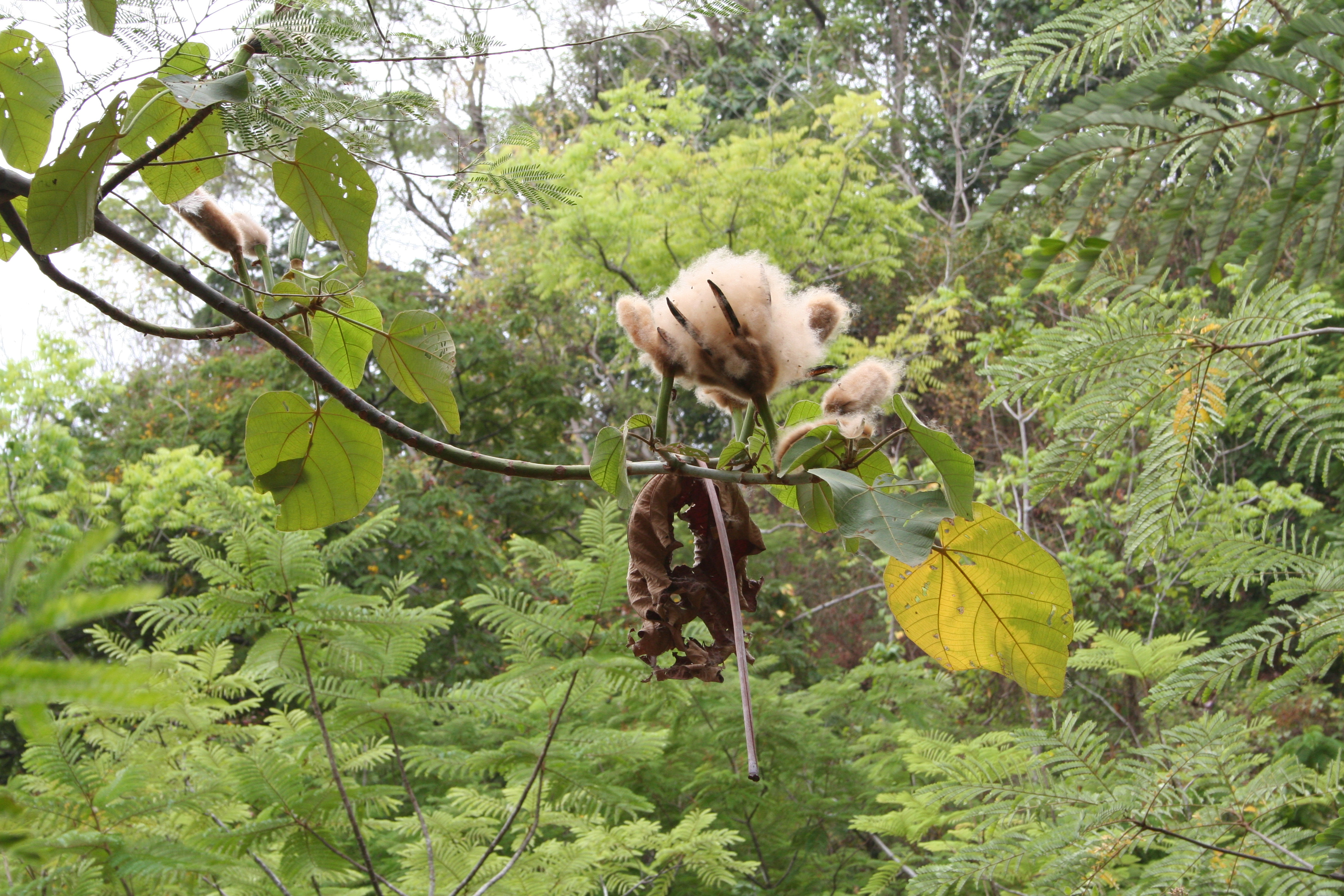
Ochroma pyramidale
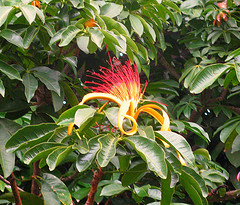
Pachira aquatica
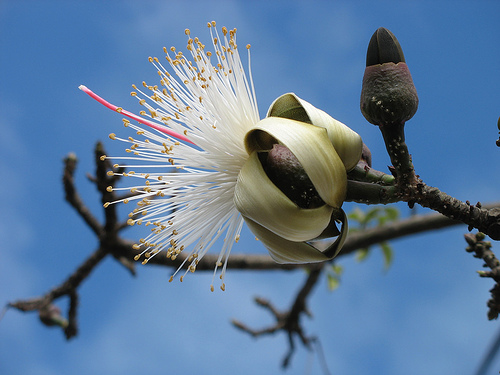
Pseudobombax ellipticum

## Riproduzione
La quasi totalità delle specie si riproduce per impollinazione zoocora, mediata da alcuni mammiferi (lemuri e altri primati, piccoli marsupiali, pipistrelli), da alcune specie di uccelli (Trochilidae) e da insetti (soprattutto farfalle della famiglia Sphingidae) 

.